# 20512 Ротенберг
20512 Ротенберг (20512 Rothenberg, тимчасове позначення — 1999 RW32) — астероїд головного поясу, відкритий 10 вересня 1999 року.
Тіссеранів параметр щодо Юпітера — 3,212.